# ويليام لوثر بيرس
ويليام لوثر بيرس (بالإنجليزية: William Luther Pierce) هو فيزيائي وكاتب وصحفي أمريكي، ولد في 11 سبتمبر 1933 في أتلانتا في الولايات المتحدة، وتوفي في 23 يوليو 2002 في Mill Point, West Virginia ‏ في الولايات المتحدة بسبب سرطان.

## وصلات خارجية
- ويليام لوثر بيرس على موقع IMDb (الإنجليزية)
- ويليام لوثر بيرس على موقع إن إن دي بي (الإنجليزية)